# Tegeate
Tegeate (in greco antico: Τεγεάτης?, Tegeátis) è un personaggio della mitologia greca. Fu l'eponimo di Tegea, nell'Arcadia.

## Genealogia
Figlio di Licaone, sposò Mera, la figlia di Atlante ed ebbe numerosi figli ma i loro numero varia a seconda delle fonti:
- Secondo i Tegeati ebbe: Leimone, Scefro, Cidone, Archedio, Gorti, Catreo
- Secondo i Cretesi ebbe: Leimone, Scefro, Archedio

Per quanto riguarda il secondo caso, la popolazione cretese attribuiva altre paternità ai nomi mancanti (come ad esempio di Gorti figlio di Radamanto).

## Mitologia
La sua sorte è forse legata a quella di suo padre, ucciso insieme alla sua progenie da Zeus come punizione per avergli offerto un bambino come pranzo
Di lui si racconta anche nell'occasione dell'affronto che suo figlio Leimone fece ad Apollo uccidendo, anche se per errore, il suo stesso fratello Scefro amico della divinità. In quell'occasione furono molti i suoi sacrifici cercando di calmare le due divinità (anche Artemide si infuriò con il suo regno). Il tutto terminò grazie ad un consiglio dell'oracolo di Delfì.